# Марио Моничели
Марио Моничели (итал. Mario Monicelli; 16. мај 1915 — 29. новембар 2010) је био италијански филмски режисер, који се сматра једним од зачетника италијанске филмске комедије.

## Биографија
Рођен је у Риму, 16. маја 1915. године, као најмлађи син новинара Томаса Моничелија, у породици која је пореклом из Мантове. Брат Ђорђо је радио као писац и преводилац, а брат Франко је био новинар.
Студирао је на универзитетима у Милану и Пизи, а врло рано је ушао у свет филма. Са двадесет пет година, у сарадњи са Албертом Мондадоријем, који је касније постао познати италијански издавач, снимио је филм према роману „Дечаци Павлове улице“ Ференца Молнара. Захваљујући награди који је тај филм освојио на Венецијанском филмском фестивалу, Моничели је добио посао помоћника редитеља на снимању филма „Балерина“, редитеља Густава Махатија.
Убио се скоком са петог спрата болнице у Риму.